# Patrick Steptoe
Patrick Christopher Steptoe (* 9. Juni 1913 in Witney, England; † 21. März 1988 in Canterbury, England) war ein britischer Gynäkologe und ein Pionier auf dem Gebiet der künstlichen Fortpflanzung. Steptoe entwickelte zusammen mit dem Physiologen Robert Edwards und der Embryologin und Krankenpflegerin Jean Purdy die In-vitro-Fertilisation.

## Leben
Patrick Steptoe erhielt seine Ausbildungen im King’s College und an der St. George’s Hospital Medical School in London. Nach dem Zweiten Weltkrieg studierte er Geburtshilfe. 1951 begann er seine Tätigkeit im Oldham General Hospital. Von Raoul Palmer erlernte Steptoe die Laparoskopie und publizierte 1967 das Buch Laparoscopy in Gynaecology. Aufgrund dieser Veröffentlichung suchte Robert Edwards von der Universität Cambridge den Kontakt zu Patrick Steptoe.
1969 erhielt Steptoe einen akademischen Grad der Western Connecticut State University.

## Leistungen

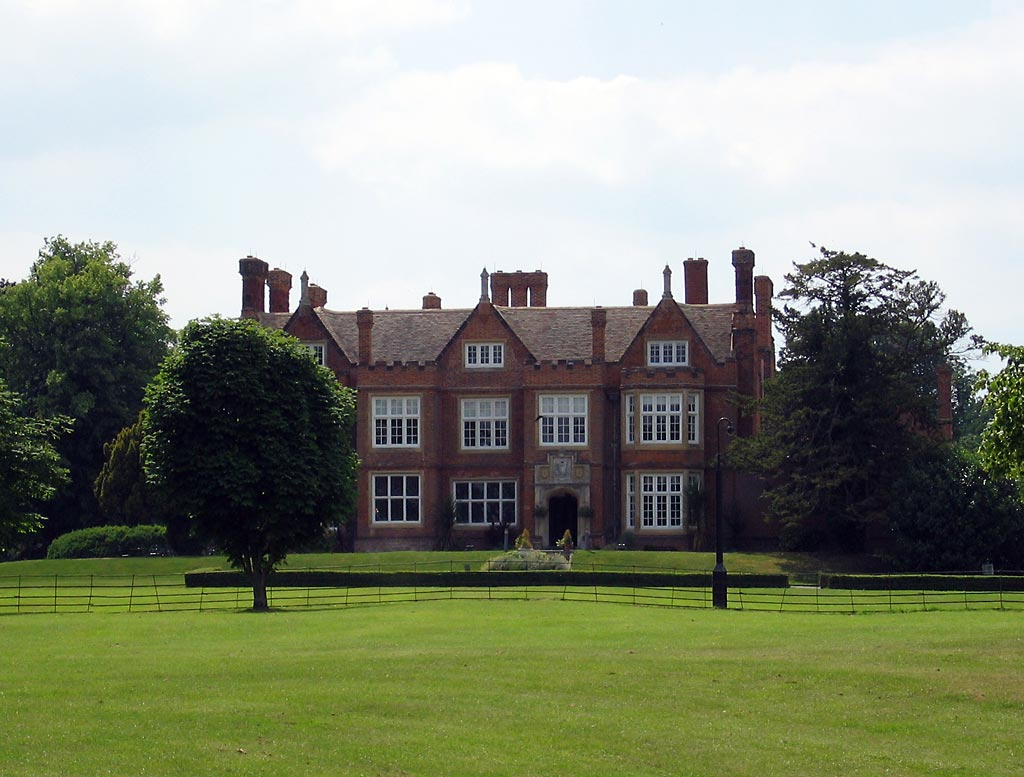
Bourn Hall Clinic

1969 wurde Steptoe Vorstand der Klinik für Reproduktionsmedizin in Oldham. Mit Hilfe der Laparoskopie entnahm er unfruchtbaren Frauen, die sich freiwillig gemeldet hatten, Eizellen. Diese Frauen sahen darin ihre einzige Möglichkeit für eine Schwangerschaft. Robert Edwards und Jean Purdy experimentierten mit der Kultivierung und Befruchtung der Eizellen. Die Embryonen wurden danach von Steptoe in die Gebärmutterhöhle zurücktransferiert.
1978 hatten sie erstmals Erfolg mit der Geburt von Louise Brown. Obwohl die Experimente sehr viel Kritik ernteten, war es auch in anderen Kliniken möglich geworden, eine künstliche Befruchtung durchzuführen. Wegen der stetig steigenden Nachfrage gründeten Steptoe und Edwards 1980 die Bourne Hall Clinic in Cambridgeshire. Steptoe war bis zu seinem Tod Medizinischer Direktor dieser Klinik.

## Veröffentlichungen
- A Matter of Life. How the first "Test Tube Baby" was Conceived and Born. Gemeinsam mit Robert Edwards. Morrow, New York 1980.

| Personendaten    | Personendaten                                     |
| ---------------- | ------------------------------------------------- |
| NAME             | Steptoe, Patrick                                  |
| ALTERNATIVNAMEN  | Steptoe, Patrick Christopher (vollständiger Name) |
| KURZBESCHREIBUNG | britischer Gynäkologe                             |
| GEBURTSDATUM     | 9. Juni 1913                                      |
| GEBURTSORT       | Witney                                            |
| STERBEDATUM      | 21. März 1988                                     |
| STERBEORT        | Canterbury                                        |